# Kumarapuram Seshadri Iyer
Kumarapuram Seshadri Iyer KCIE (ou Sheshadri Aiyar, em tâmil: சேஷாத்ரி ஐயர், em canarês: ಶೇಷಾದ್ರಿ ಅಯ್ಯರ್) (Palakkad, 1 de junho de 1845 — Maiçor, 13 de setembro de 1901) foi um advogado, que atuou como Dewan do reino de Mysore, de 1883 a 1901. Foi o segundo Dewan de Mysore desde o restabelecimento da família Wodeyar ao seu trono, em 1881 e foi também o mais longo mandato no Estado principesco. É considerado pela maioria como o "criador da moderna Bangalore".

## Juventude
Seshadri Iyer nasceu em uma família da casta hindu-brâmane de origem tâmil (Brahacharanam), em Palghat, na atual Kerala, sul da Índia, em 1845. Fez seus primeiros estudos em Calecute e se formou no Presidency College, Madras, em 1866. Ficou em primeiro lugar nos exames de Bachelor of Arts. Depois de trabalhar por algum tempo em Madras, mudou-se para o reino de Mysore em 1868.

## Serviço no reino de Mysore
Em 1868, Seshadri Iyer foi nomeado Secretário Judicial da divisão de Ashtagram do reino de Mysore. Mais tarde, serviu como chefe sheristadar do Tribunal de Justiça do Comissário Judicial, comissário assistente de Mysore, vice-comissário e magistrado do distrito de Tumkur, e juiz do distrito e sessões da divisão de Ashtagram.
Obteve seu diploma de Bacharel em Direito pela Universidade de Madras em 1874. De 1881 a 1883, trabalhou como funcionário de serviços especiais em Mysore. Em 1883, quando o mandato de C. V. Rungacharlu chegou ao fim, Seshadri Iyer foi nomeado Dewan de Mysore.

## Como Dewan

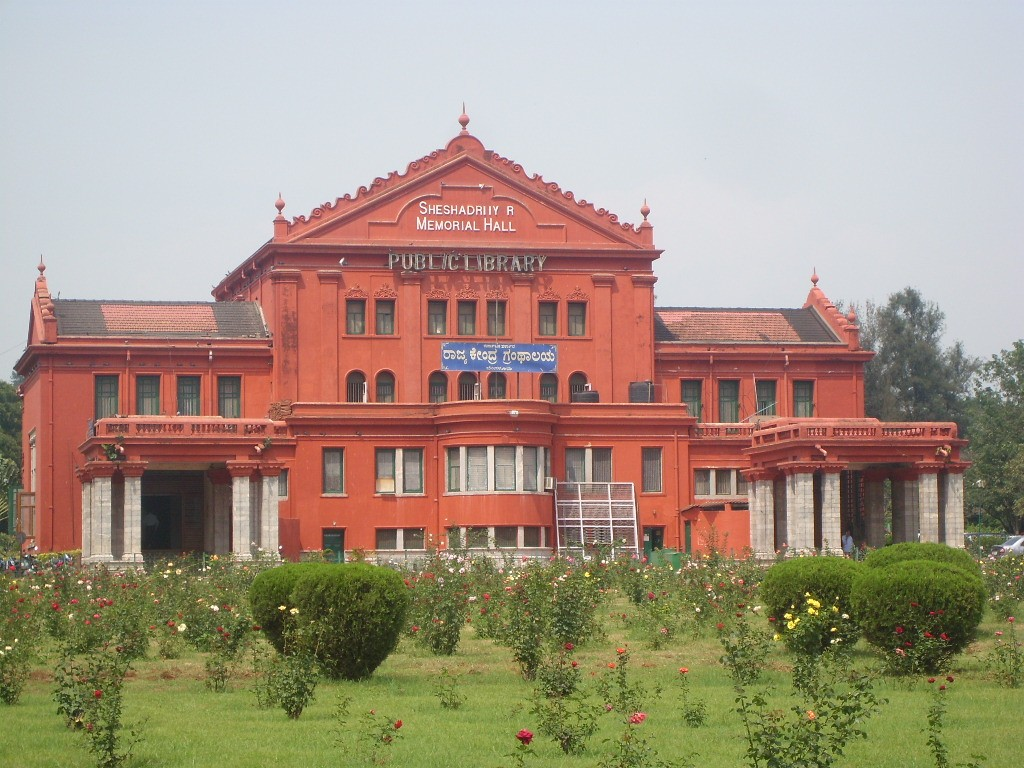
Fachada da Biblioteca Pública Memorial Sir Seshadri Iyer, Cubbon Park, Bangalore.

Seshadri Iyer sucedeu Rangacharlu como Dewan do reino de Mysore, em 1883 e administrou Mysore por um período de dezoito anos. Este continua sendo o período como Dewan mais longo do Estado principesco. Buscou melhorar o transporte, a irrigação e a mineração no reino. Seshadri Iyer expandiu as ferrovias no reino por cerca de 270 quilômetros. Foram criados os campos ouríferos de Kolar, em Karnataka, durante o seu mandato. Construiu a famosa estufa de Lal Bagh, em 1889, e o Hospital Vitória, em Bangalore, em 1900. Formulou também os planos para a criação do Instituto Indiano de Ciência, que foi colocado em operação após sua morte, em 1901.

### A Estação Sir Sheshadri Hydel
Seshadri Iyer foi responsável por iniciar o primeiro projeto hidrelétrico na Ásia, em Shivanasamudra, que começou a gerar energia em 1902 para os campos de ouro em Kolar, e em 1905 para Bangalore. As minas de ouro estão a 147 quilômetros de distância, tornando a linha de transmissão a mais longa do mundo, na época. Mais tarde, quando se iniciou a construção da barragem de Mettur, em Tamil Nadu, na década de 1930, a energia era fornecida por Shivanasamudra. A Estação Sir Sheshadri Hydel recebeu o estatuto de Patrimônio Nacional Centro, em maio de 2006.

### "O criador da moderna Bangalore"
Em 1898, uma praga devastadora na cidade de Bangalore dizimou a maioria da sua população. Como resultado disto, as ruas foram descongestionadas, as estradas alargadas, e o saneamento melhorado. Surgiram hotéis e muitas novas unidades industriais foram construídas aumentando as oportunidades de emprego para seus moradores.
Seshadri Iyer inaugurou o Serviço de Águas Chamarajendra, para fornecer água para a cidade a partir do lago Hesaraghatta, cerca de 18 quilômetros distante, em 1894. Iniciou a ampliação dos bairros Basavanagudi e Malleswaram, em 1898. As ampliações serviram para aliviar o congestionamento da cidade, que estava ainda se recuperando da praga. Encomendou a construção da estufa em Lal Bagh em 1889. O Hospital Vitória foi inaugurado por ele em 1900. Convenceu o então monarca do antigo Reino de Mysore, Krishna Raja Wadiyar IV, a doar 1,51 km² de terra livre para uma instituição que, finalmente, tornou-se o Instituto Tata de Ciência, agora conhecido como Instituto Indiano de Ciência, em 1911. A residência particular de Seshadri Iyer, Kumara Krupa, é hoje a que acomoda os visitantes de Estado. A cidade homenageou-o com os nomes: Sheshadripuram (uma extensão da cidade criada em 1892), a rodovia Sheshadri, a Biblioteca Memorial Sheshadri, e com uma estátua em Cubbon Park.